# Мішана яєчня
Яєчня мішана (яєчня-бовтанка) — це страва, виготовлена з яєць (як правило, курячих яєць), перемішаних, збитих або збитих разом, що лагідно нагріваються, зазвичай з сіллю, маслом та інколи з іншими інгредієнтами.

## Приготування
Для приготування мішаної яєчні потрібні лише яйця та масло,  але можна додати сіль, воду, молоко, цибулю, вершки, крем-фреш, сметану або тертий сир. Яйця розбивають у миску, додають сіль та перець, суміш перемішують або збивають: як варіант, яйця розбивають безпосередньо на гарячу сковороду чи пательню, а білки та жовтки перемішують разом, коли готуються. Рецепти розходяться щодо того, чи слід додавати молоко, вершки чи воду.

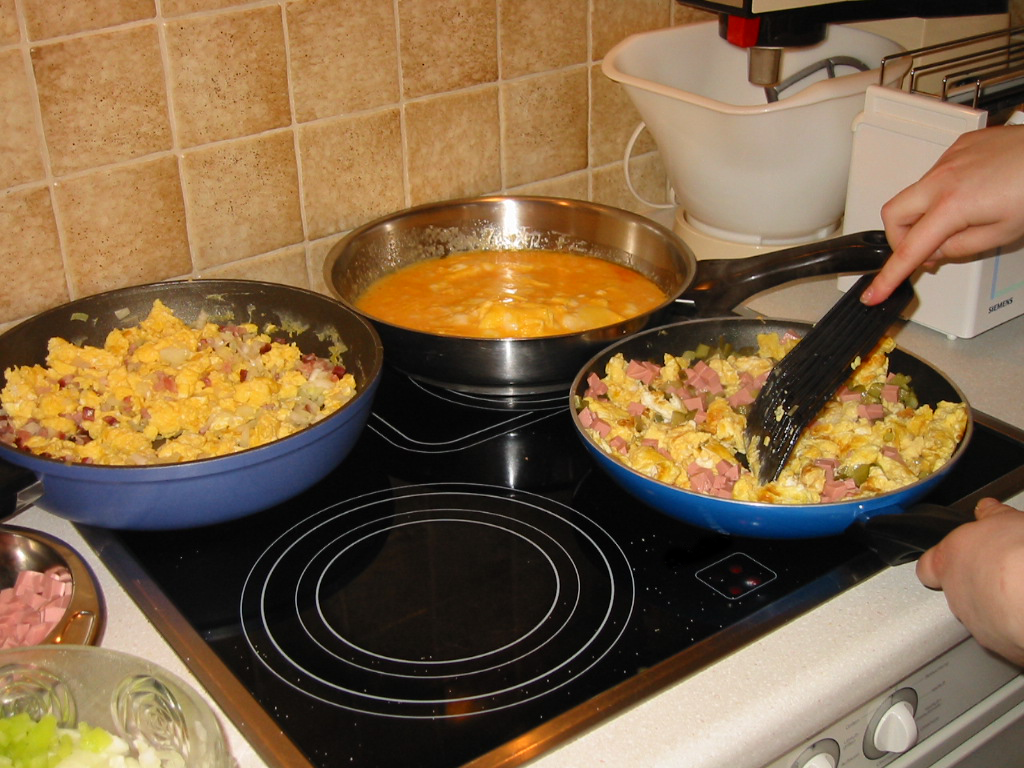
Приготування у сковородах

Суміш можна вилити в гарячу сковороду, що містить розтоплене масло або олію, де суміш починає запікатися. Вогонь зменшують, а яйця перемішують, коли вони готуються. Це створює невеличкі, м'які грудочки з яєць. На відміну від млинця або омлету, мішана яєчня практично ніколи не підрум'янюється. Тонка сковорода є кращою для запобігання підрум'яненню. При постійному перемішуванні і не дозволяючи яйцям прилипати до сковороди, самі яйця підтримуватимуть температуру сковороди приблизно на температурі кипіння води, поки вони не приготуються.
Як тільки рідина здебільшого схопиться, додаткові інгредієнти, такі як шинка, зелень, сир або вершки можна складати і готувати на повільному вогні, поки вони не об'єднаються. Яйця, зазвичай, злегка недосмажуються, коли їх знімають з вогню, оскільки вони продовжуватимуть схоплюватися. Якщо з яєць просочується рідина (синерезис), це ознака недостатнього готування, переготування або додавання недостатньо приготованих овочів з високою вологістю.
Яєчню можна готувати в мікрохвильовій печі, а також приготувати за допомогою сувіду, що надає традиційну гладку кремову текстуру і вимагає лише періодичного перемішування під час готування. Ще одна техніка приготування кремової яєчні — це подавання пари в яйця з маслом за допомогою парової «палички» (як це робиться на еспресо-машині).

## Варіації

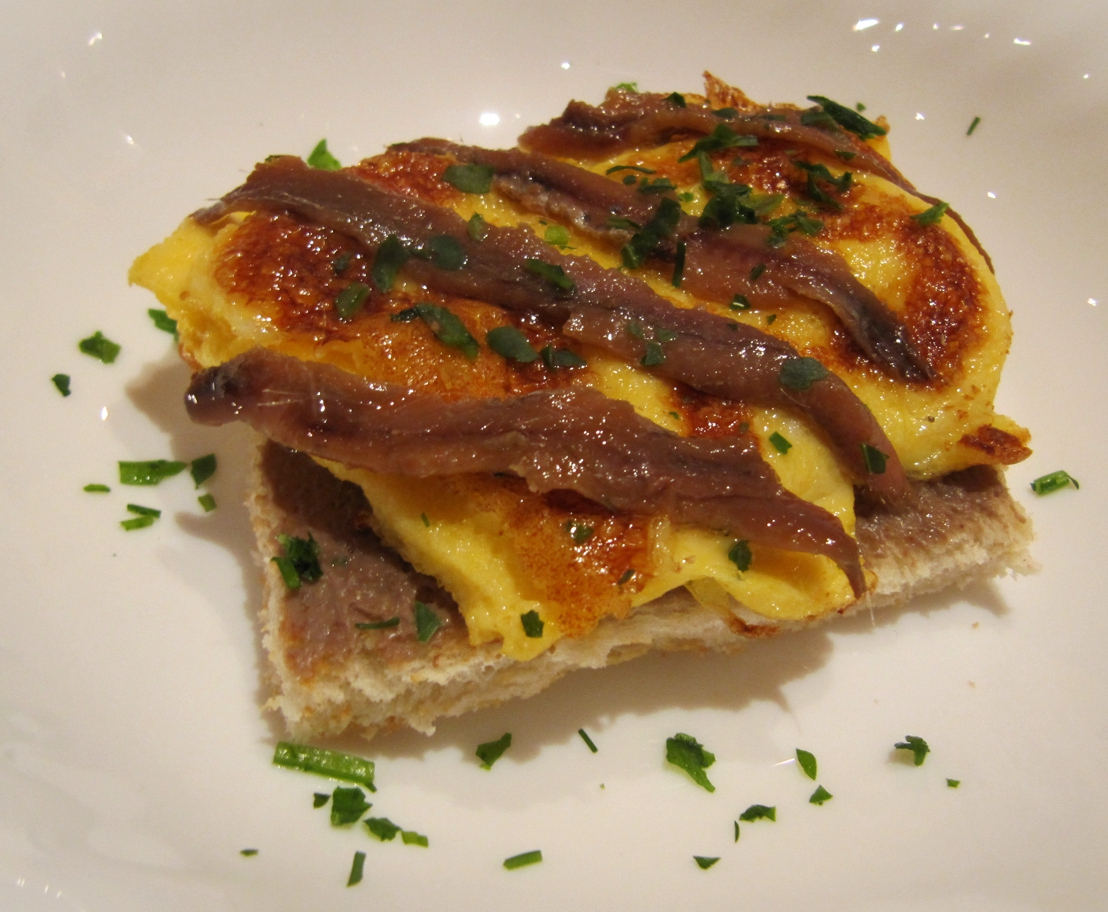
Шотландський вальдшнеп, британська страва з яєчні та пасти з анчоуса на грінках

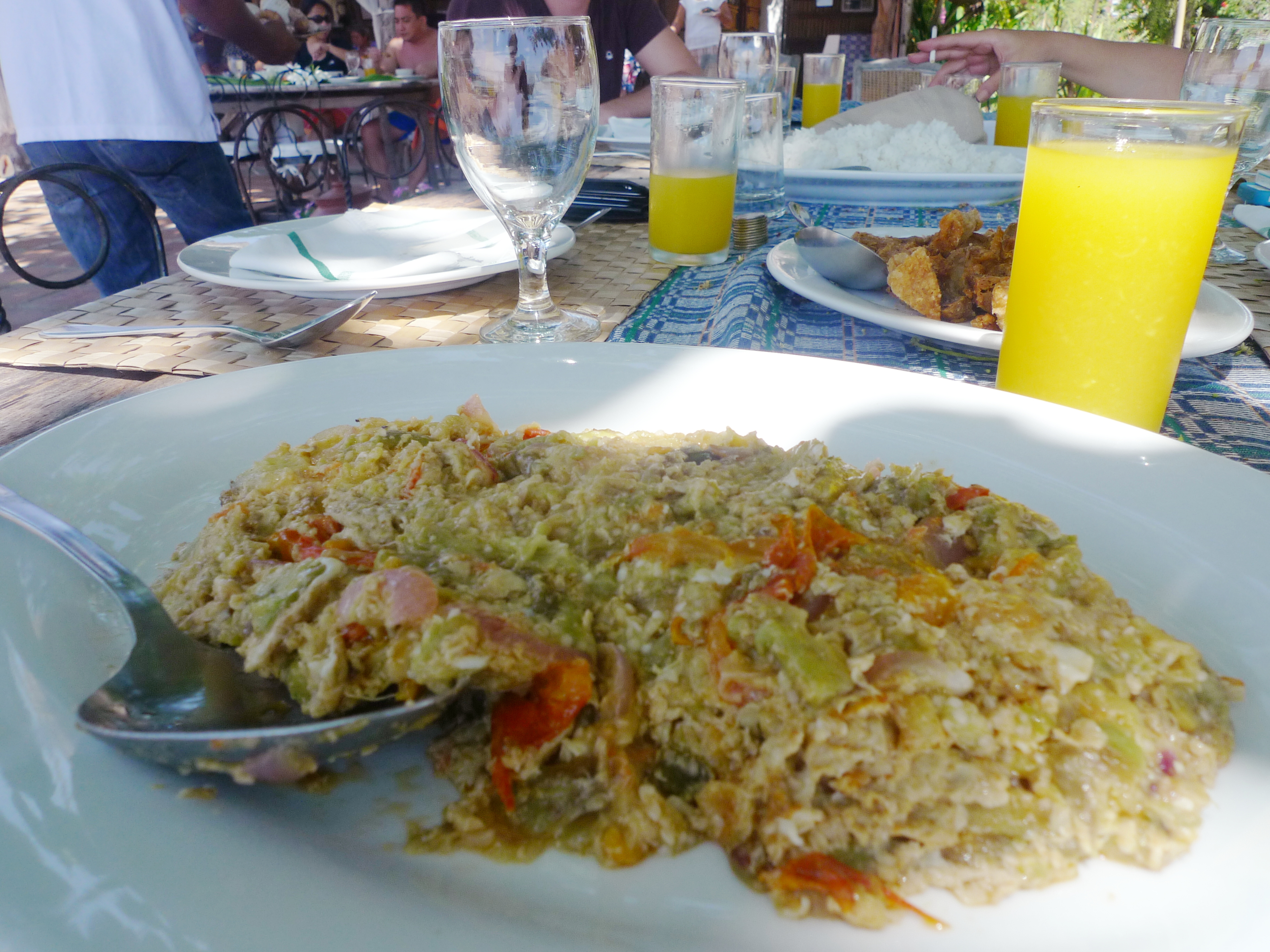
Poqui Poqui, яєчня з баклажанами, помідорами, цибулею-шалотом та часником з Філіппін

- В американському стилі яйця загортають до середини сковороди, коли вони схоплюються, що створює більші грудки.[3][14][15]
- У британському стилі яєчня ретельно перемішується під час приготування, щоб надати м'яку, ніжну текстуру.[3]
- У класичному французькому методі приготування, Ескофф'є описує використання подвійного котла ("водяна баня")[16] як джерела нагрівання, яке не потребує регулювання, як це вимагає метод прямого нагрівання. Яйця поміщають безпосередньо у ємність і змішують під час нагрівання, а не раніше. Приготування їжі цим методом запобігає зарум'янюванню яєць під час готування та дає аеровану і кремову яєчню.[17] Цей метод застосовувався у «старій класичній кухні» і гарантує, що яйця завжди готуються ідеально; однак це вимагає більше часу, ніж сучасний метод із сковородою, цей процес займає до 40 хвилин для забезпечення ідеальної якості.
- Яєчне масло — типово англійська страва, яку часто згадують у літературі 19 та початку 20 століття;[18] додаткове масло розтоплюють і вмішують до яєчної суміші перед готуванням.[19]
- Яйця бгурджі — індійський варіант яєчні. До яєць додаються цибуля, зелений чилі, подрібнений імбир, порошок куркуми та подрібнені помідори. Посипають подрібненим зеленим коріандром і їдять з роті.
- У Нігерії страву називають «смажені яйця». Кіоски май-шай готують яєчню до такої міри, щоб вона була сильно хрусткою.[20]
- Яйця «скручені» — страва з яйцями, які приготовані з подрібненою яловичиною, «скрученою» від смаження на вершковому маслі у сковороді перед додаванням яєць та перемішаними. Щоб зробити варіацію під назвою «Яйця а-ля Каракас», яловичину заправте помідорами, спеціями та тертим сиром.[21]
- Мігас — страва з техасько-мексиканських страв (не плутати з однойменною іберійською стравою), що складається з яєчні, з додаванням смужок кукурудзяних тортилій, до якої можуть додаватися овочі та м'ясо.
- Яєчня з цибулею — ще один варіант яєчні, яку їдять на Філіппінах. Спочатку цибулю або обсмажують, а потім заливають яєчною сумішшю для готування, або цибулю змішують з яєчною сумішшю, а потім виливають на сковороду.
- Яєчня папуга («Perico» іспанською мовою це папуга) ця страва у венесуельській та колумбійській кухні, приготовлена з яєць, вершкового масла, обсмаженої нарізаної цибулі і помідорів.[22] Також іноді використовують білий сир.[23]
- Poqui Poqui — філіппінська страва, що складається зі смажених на грилі баклажанів з обсмаженим часником, помідорами, цибулею-шалотом та яєчнею.[24][25]
- Шотландський вальдшнеп — британський варіант яєчні, що подається на тостах, та викладені разом із Gentleman's Relish.[26]
- Яєчня à l'arlésienne — із м'якоттю кабачків (кабачків) та концентрованим томатним фондю зі смаком часнику, подається у видовбаних кабачках і посипається пармезаном.
- Яєчня à l'américaine — з обсмаженим на сковороді копченим беконом, прикрашеним скибочками смаженого бекону та невеликими половинками помідорів на грилі.[27]
- Яєчня з digüeñes — варіація чилійської кухні, у якій яйця смажать разом із місцевим грибом Cyttaria espinosae, а іноді і шпинатом.
- Яєчня з суджуком або бастурмою; sucuklu yumurta та pastırmalı yumurta відповідно — яєчню змішують із турецькими ковбасами з яловичини або сушеною яловичиною. Її готують у сахані (неглибокий посуд) із маслом або оливковою олією. Можна додати трохи помідорів. У Туреччині та Єгипті його регулярно їдять на сніданок.
- Яєчня із соєю — змішується з соєвим соусом і часто вживається в їжу з конджі.
- Яєчня зі смаженими помідорами — дуже поширена основна страва в Китаї. Спочатку обсмажують яйця, додають нарізані помідори, а потім змішують яйця та кетчуп. Він недорогий, швидко і легко готується, а тому улюблений серед підлітків та студентів університетів.  Це також їдять на Філіппінах.

## Стилі подачі

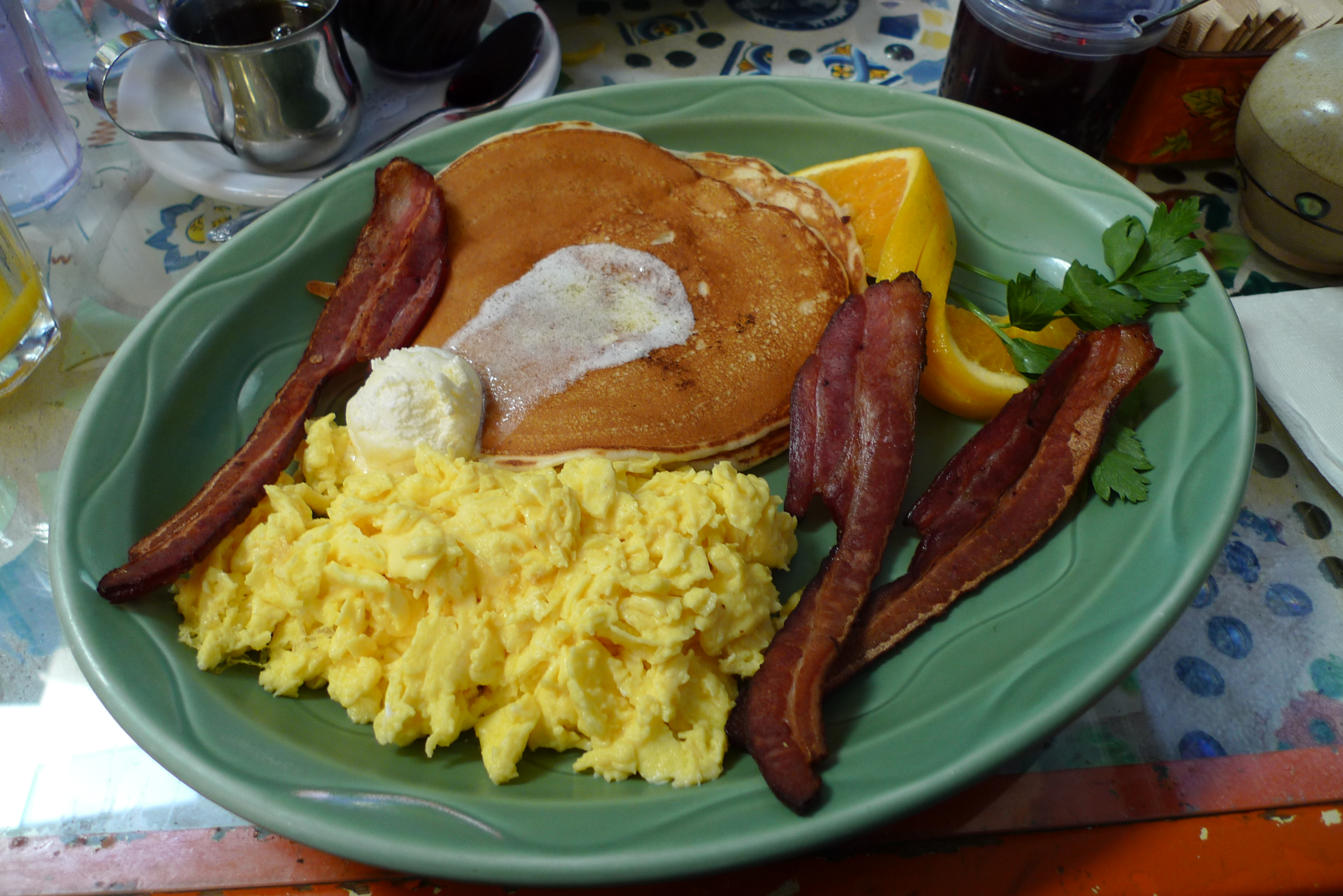
Яєчня з беконом та млинцями

Класична подача високої кухні вимагає подачі яєчні в глибокій срібній тарілці. Вона також може бути подана у невеликих кростадах, приготованих із видовбаних бріош або тарталеток. Коли її їдять на сніданок, яєчню часто супроводжують тости, бекон, копчений лосось, хеш-бурі, кукурудза, млинці, шинку або ковбаси. Популярні приправи, що подаються з яєчнею, кетчуп, гострий соус і вустерський соус.